# Ocamonte
Ocamonte es un Municipio del departamento de Santander que pertenece a la provincia de Guanentá, en Colombia.

## Ubicación
El municipio se encuentra a tan solo 32 km o 40 minutos de San Gil por carretera pavimentada. Tiene tres vías de acceso: vía pavimentada San Gil- Ocamonte por el puente El Palenque, Charalá - Ocamonte en carretera destapada, al igual que Valle de San José - Ocamonte.
Debido a su cercanía con San Gil, Ocamonte se ha convertido en un destino relativamente frecuentado.

## Geografía
Ocamonte limita al norte con el Valle de San José; al sur y occidente con Charalá y al oriente con Coromoro. En el municipio se resalta la belleza del cerro de La Jabonera, una montaña que comienza justo al lado del casco urbano, el cual se encuentra a  1408 m s. n. m. Su clima varía debido a las diferencias de altura que van desde los 1300 hasta los 2300 m s. n. m.

## Clima
Ocamonte tiene un clima monzónico (según la clasificación climática de Köppen Am) y está clasificado por el IDEAM de la siguiente manera: en las partes de menor altitud el clima es cálido seco; en las zonas de mayor altitud el clima es templado. Tiene una temperatura promedio de 22.4 °C y una máxima promedio de 28,9 °C. Se caracteriza por presentar una precipitación anual promedio de 2242 mm. El régimen de lluvias está distribuido en dos períodos secos y dos lluviosos. Los períodos secos comprenden los meses de diciembre, enero, febrero, marzo, junio, julio y agosto. Los períodos lluviosos se distribuyen en los meses de abril, mayo, septiembre, octubre y noviembre.
| Parámetros climáticos promedio de                                                                       | Parámetros climáticos promedio de | Parámetros climáticos promedio de | Parámetros climáticos promedio de | Parámetros climáticos promedio de | Parámetros climáticos promedio de | Parámetros climáticos promedio de | Parámetros climáticos promedio de | Parámetros climáticos promedio de | Parámetros climáticos promedio de | Parámetros climáticos promedio de | Parámetros climáticos promedio de | Parámetros climáticos promedio de | Parámetros climáticos promedio de |
| Mes | Ene.                              | Feb.                              | Mar.                              | Abr.                              | May.                              | Jun.                              | Jul.                              | Ago.                              | Sep.                              | Oct.                              | Nov.                              | Dic.                              | Anual                             |
| --- | --------------------------------- | --------------------------------- | --------------------------------- | --------------------------------- | --------------------------------- | --------------------------------- | --------------------------------- | --------------------------------- | --------------------------------- | --------------------------------- | --------------------------------- | --------------------------------- | --------------------------------- |
| Temp. máx. media (°C)                                                                                   | 30.2                              | 28.0                              | 25.0                              | 26.5                              | 24.1                              | 26.0                              | 26.2                              | 28.4                              | 29.3                              | 22.2                              | 26.7                              | 22.5                              | 25.1                              |
| Temp. mín. media (°C)                                                                                   | 18.0                              | 19.4                              | 18.2                              | 18.6                              | 15.2                              | 15.3                              | 16.4                              | 18.5                              | 17.3                              | 17.5                              | 18.2                              | 21.2                              | 17.5                              |
| Precipitación total (mm)                                                                                | 66                                | 85                                | 99                                | 131                               | 118                               | 83                                | 66                                | 83                                | 97                                | 140                               | 117                               | 64                                | 1159                              |
| Días de precipitaciones (≥ 1 mm)                                                                        | 10                                | 14                                | 14                                | 17                                | 18                                | 20                                | 24                                | 20                                | 19                                | 15                                | 14                                | 11                                | 196                               |
| Horas de sol                                                                                            | 151                               | 116                               | 107                               | 106                               | 91                                | 90                                | 86                                | 118                               | 111                               | 114                               | 133                               | 123                               | 1346                              |
| Humedad relativa (%)                                                                                    | 80                                | 80                                | 82                                | 83                                | 88                                | 89                                | 82                                | 82                                | 83                                | 84                                | 84                                | 80                                | 83.1                              |
| Fuente: Instituto de Hidrología, Meteorología e Investigaciones Ambientales (IDEAM) 20 de enero de 2018 |                                   |                                   |                                   |                                   |                                   |                                   |                                   |                                   |                                   |                                   |                                   |                                   |                                   |

## Economía
Las tierras ocamontanas se caracterizan por un suelo fértil lo que permite el crecimiento de una gran variedad de cultivos, entre los que se destacan el café, la caña de azúcar y el maíz. Además también tiene mucha importancia la ganadería.

## Turismo
El municipio brinda rutas y senderos como la que conduce al cerro de La Jabonera, a 2200 metros de altitud, en donde se aprecia un monumento de aproximadamente 15 metros  de altura consagrado a la Virgen del Carmen. Este lugar, además de ser un destino religioso, ofrece una espectacular vista panorámica, ya que es la montaña más elevada en la zona, permitiendo observar los municipios de Ocamonte, Charalá, el Páramo y sus zonas rurales, así como los páramos de La Rusia y Pan de Azúcar.